# Шилато
Шила̀то (на италиански: Scillato, на сицилиански Scillatu, Шилату) е село и община в Южна Италия, провинция Палермо, автономен регион и остров Сицилия. Разположено е на 215 m надморска височина. Населението на общината е 637 души (към 2010 г.).